# نیکولاس باودین
نیکلاس توماس باودین (Nicolas Thomas Baudin) (۱۷ فوریه ۱۷۵۴ – ۱۶ سپتامبر ۱۸۰۳)، کاوشگر، نقشه‌بردار، طبیعت‌گرا و آب‌نگار فرانسوی بود.

## زندگی‌نامه

### حرفه اولیه
نیکلاس باودین در ۱۷ فوریه ۱۷۵۴ در «سن مارتین دی رِ» در «ایل دی رِ» به دنیا آمد. وی در سن ۱۵ سالگی به عنوان کارآموز (دریانورد) به نیروی دریایی بازرگانی پیوست. نیکلاس «قد متوسط و موهای قهوه‌ای» داشت. وی در سن ۲۰ سالگی در فلامند به کمپانی هند شرقی فرانسه پیوست. او از اِلتویل در هند بازگشت و به لوریان رفت.
قرار بود نیکلاس در ابتدای سال ۱۷۷۸ به عنوان ستوان دوم از مقصد نانت بر روی کشتی لایون حرکت کند. این کشتی به درخواست آمریکایی‌ها توسط برادرش، ژان پلتیر دودویر، تجهیز و مسلح شده بود و به دین تغییر نام پیدا کرد. در ابتدا وزیر نیروی دریایی مخالف بود، اما سرانجام نظر خود را تغییر داد و اجازه خروج را صادر نمود. این تغییر در پی امضای معاهده میان فرانسه و ایالات متحده در ۶ فوریه رخ داد. از آنجاییکه تحمل جو میان خدمه فرانسوی و آمریکایی کشتی لایون سخت شده شد، باودین توسط لاموت پیکت به دوک د شوزول منتقل شد. این کشتی به‌دست ژان پلتیر دودویر تجهیز شده بود. دوک د شوزول رسماً به سمت سنت دومینگ می‌رفت، اما در واقع مقصد آن نوا اسکوشیا بود. با این حال کشتی در لیورپول واقع در نوا اسکوشیا غرق شد.
در پی این حادثه باودین مجروح شد، در ۲۴ آوریل ۱۷۷۸ به اسارت بریتانیا درآمد و در هالیفاکسِ کانادا بازداشت شد. او پس از یک ماه همراه با ۱۰ زندانی دیگر فرار کرد و در میان جوامع دوستانه آکادیا پنهان شد. وی کاپیتان کشتی باری آمفیتریت بود؛ کشتی‌ای که توسط انگلیسی‌ها غرق شد و به عمق ۶۰ لیگی دریا فرورفت. باودین از این حادثه با کمک یک قایق پارویی نجات یافت و راهی دماغه کاد و سپس بوستون شد. به عنوان کاپیتان کشتی روانچ که ۴۰۰ تُن وزن داشت و توسط جینج و پسران بوردو، با ۳۰ مرد و ۱۲ توپ تجهیز شده بود، وی توسط انگلیسی‌ها خارج از کاپ-هائیتین، به سمت بوستون بازپس گرفته شد. سپس باودین را به عنوان زندانی به جامائیکا بردند و بعدتر به درخواست کنت دآرگو، قومندان سن‌دومینگ، او را مبادله کردند. او با ناو ماینرو، تحت فرماندهی کاپیتان دو گریموارد که بعداً بر اساس توافق در روشفورت گیوتین شد، به فرانسه بازگشت.
باودین در ۲ مارس ۱۷۸۰ در فرانسه به عنوان کاپیتان نیروی دریایی در دریای لا روشل منصوب شد و قرار بود روی کشتی‌های تجاری حرکت کند. او در سن ۲۷ سالگی به عنوان کاپیتان آپولون، یک ناوچه غیرنظامی ۱۱۰۰ تُنی و ۴۲ توپی که توسط ژان پلتیر دودویر تجهیز شده بود، منصوب شد. او قرار بود بخشی از کاروانی را تشکیل دهد که قرار شد لژیون لوکزامبورگ را برای دفاع مستعمره کیپ هلند در دماغه امید نیک تقویت کند. با این حال، هنگام توقف در برست، کنت هکتور تصمیم گرفت مردی با تجربه به نام فلیکس دو سنت هیلر را به این شغل منصوب کند. برادر باودین پس از بازگشت به نانت متوجه ناراحتی بومارشه، صاحب کشتی، شد و لذا فرماندهی کشتی ۶۰۰ تُنی اِیمبل ایجنی را به باودین سپرد تا به سن‌دومینگ و سپس به ایالات متحده برود. او به بوردو بازگشت و در ۱۲ دسامبر ۱۷۸۲ ژیروند را ترک کرد. باودین بخشی از کاروان متشکل از پنج کشتی تجاری بود که توسط یک کشتی انگلیسی به نام مِدیتور مورد حمله قرار گرفتند. پس از یک نبرد سخت، باودین فرار کرد اما دو کشتی دیگر متعلق به بومارشه، به اسارت درآمدند.
در ۲۳ مارس ۱۷۸۳ قایق با رسیدن به سن‌دومینگ در پورتو پلاتا غرق شد، اما محموله نجات یافت. او مسیر را با دشواری طی کرد و بار دیگر در ۲۳ آوریل با قایق پرینس رویال که در محل خریده بود به نانت رفت. باودین در ۳۰ اوت قایق را که در این بین یونیون دس فرز نام گرفته بود، به روبرت پیتو، یک کشتی‌ساز اهل جزیره دو فرانس که به تازگی از زندان انگلیسی آزاد شده بود، فروخت و به عنوان یک تاجر در بوردو فعالیت کرد.